# Leuconotha persordida
Leuconotha persordida är en fjärilsart som beskrevs av W. Warren 1904. Leuconotha persordida ingår i släktet Leuconotha och familjen Uraniidae. Inga underarter finns listade i Catalogue of Life.